# Islam en Turquie
Islam en Turquie
- Sunnisme (Hanafisme - Maturidisme) (74,8 %)
- Sunnisme (Chaféisme - Acharisme) (6,55 %)
- Qizilbash - Alévisme et 
Ḥurūfīsme-Bektachi Tarîqah (11,7 %)
- Duodécimain (Jafarisme) (3,95 %)
- Chiisme (Alaouites) (1,0 %)
- Coranisme (1,0 %)
- Musulman sans dénomination (1 %)

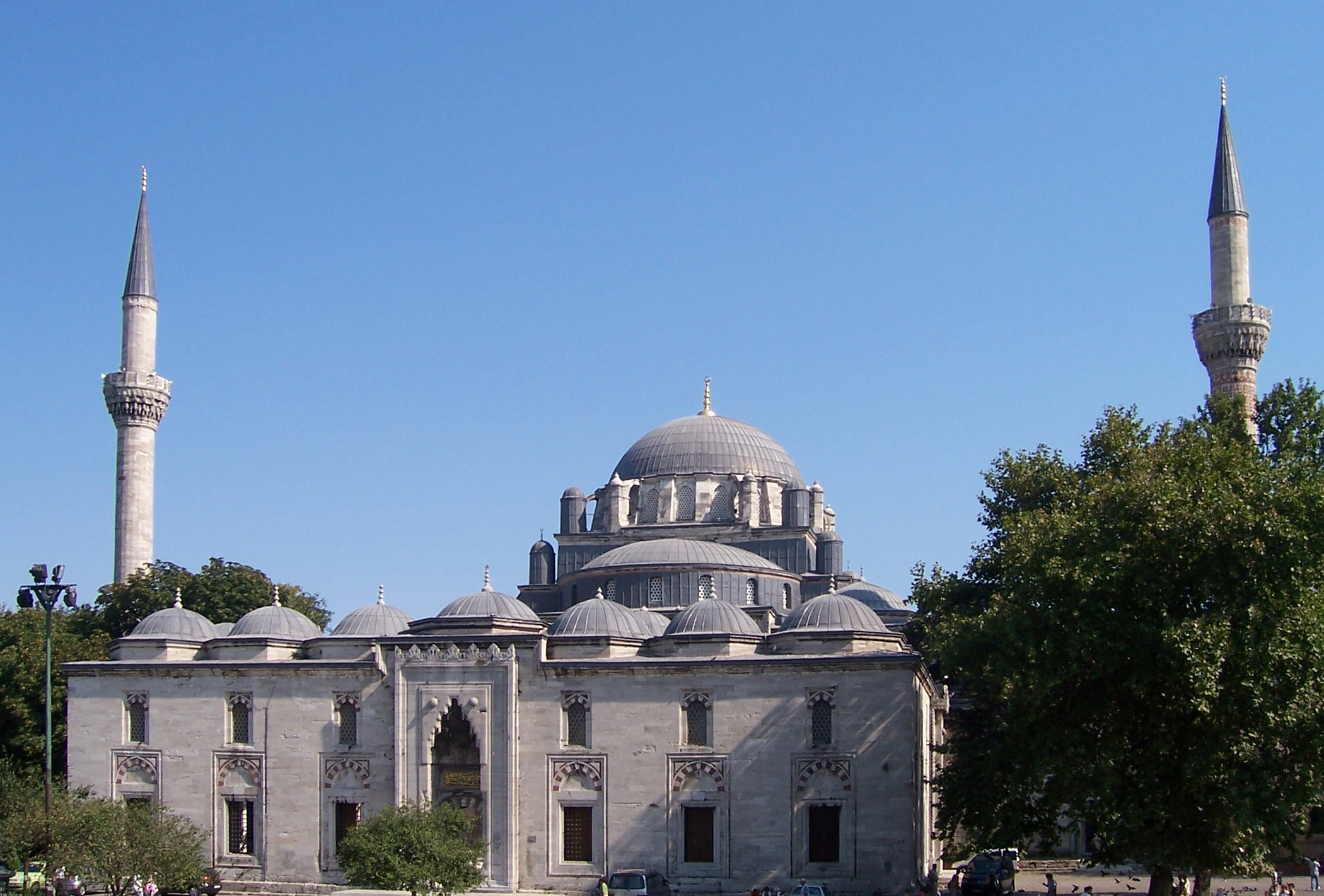
La mosquée Bayezid II, à Istanbul.

L’islam est présent dans la région de l'actuelle Turquie depuis la seconde moitié du XIe siècle, lorsque les seldjoukides ont commencé à s'étendre depuis l'Est vers l'Anatolie orientale. C'est la religion très majoritaire de la Turquie, où l'on estime que 83 %[réf. nécessaire]Fichier:Religionpint.png Présentation Répartition des religions de la population est musulmane. Cependant, la constitution est laïque et l'islam n'est pas religion d’État, contrairement à de nombreux autres pays à majorité musulmane. On estime qu'environ 80-85 % des musulmans sont sunnites, et 15-20 % sont chiites. Les chiites sont surtout alevis, mais il existe une petite minorité de duodécimains. 
La société turque a commencé à se séculariser lors des dernières années de l’Empire ottoman. La sécularisation s'est ensuite opérée à marche forcée sous Atatürk. Sous son règne, il a fait disparaître le califat, c'est-à-dire le pouvoir politico-religieux suprême de l'islam, ainsi que les symboles de suzeraineté sur tout le monde musulman. Après 1950, plusieurs dirigeants politiques ont cherché à s'appuyer sur l'attachement populaire à l'islam, qui a alors retrouvé un soutien politique. Malgré tout, dans la continuité du kémalisme, la majorité du personnel politique resta opposée à ce retour du religieux dans la sphère politique. Cette opposition politique a polarisé la société. Dans les années 1980, une nouvelle génération est apparue, à la fois éduquée et attachée à l'islam. Elle a remis en cause la sécularisation imposée par l'État, revendiquant fièrement l'héritage islamique ottoman. Quant à la génération Z, selon un sondage mené en 2020, 28,5 % déclarent ne pas être croyants.

## Histoire

### Les empires islamiques

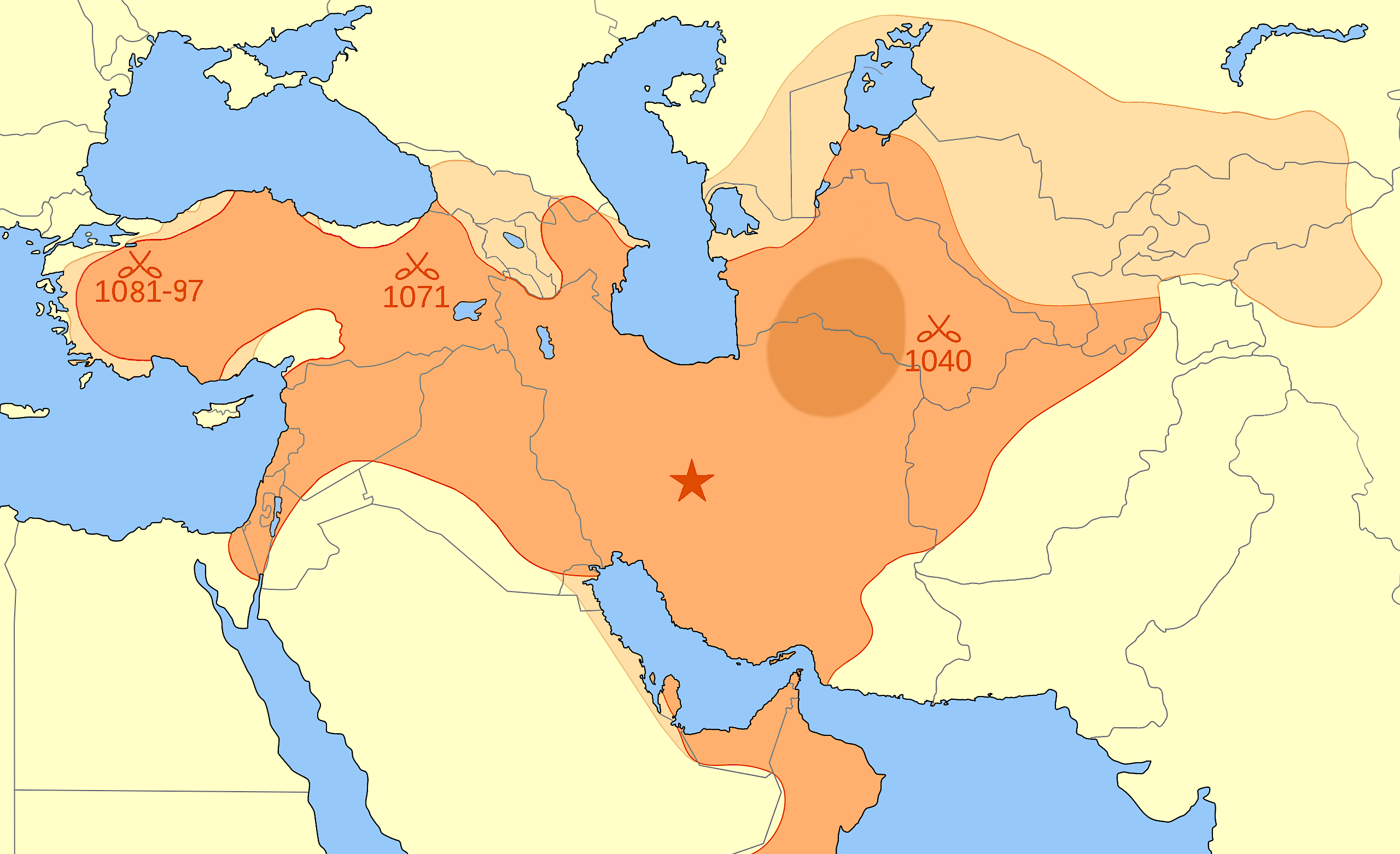
L'empire seldjoukide à son apogée en 1092.

Au cours des conquêtes musulmanes des VIIe et VIIIe siècles, les armées arabes établirent l'empire islamique dans le Moyen-Orient. L'âge d'or islamique commença avec le califat abbasside en 751. À ce moment-là, la capitale de l'islam passa de Damas à Bagdad. Pendant la période abbasside, l'islam put conquérir la Crète, en 840. Après cette conquête, l'islam chercha à se développer vers l'Est, ce qui causa la fragmentation du califat abbasside et la montée en puissance des califats chiites fatimide, venant du Maghreb, et bouyide, venant du Nord de l’Iran. Les byzantins purent alors reprendre la Crète et la Cilicie en 961, et Chypre en 965. Ils avancèrent aussi vers l'Est, et retrouvèrent leur influence sur la région jusqu'à l'arrivée des Turcs seldjoukides, qui s'allièrent d'abord avec les abbassides, pour régner ensuite seuls à partir de 1038. En 1068, Alp Arslan et les tribus turkmènes alliées reconquirent de nombreuses terres abbassides, et envahirent aussi les territoires byzantins, allant jusqu'en Anatolie centrale et orientale, après la victoire de Manzikert en 1071. Plus tard, la désintégration de la dynastie seldjoukide, première dynastie turque, fut le résultat de la montée en puissance de plusieurs petits royaumes turcs rivaux comme les Danichmendides, le sultanat de Roum et plusieurs Atabegs qui se disputaient le contrôle de la région lors des Croisades. Ces royaumes s'étendirent petit à petit sur le territoire de l'actuelle Turquie jusqu'à l'avènement de l'empire ottoman.
Au cours du XIIe siècle, de nouvelles vagues de migrants arrivèrent sur le territoire de l'actuelle Turquie. Ces migrants appartenaient à des ordres soufis ou avaient différentes doctrine islamiques hétérodoxes. Parmi ces ordres soufis, la confrérie safavide, arrivée au XIVe siècle, originellement sunnite et apolitique. En fait, elle devint chiite et politisée quand elle se déplaça au Nord-Ouest de l'Iran. Aux XIVe et XVe siècles, la dynastie safavide et d'autres ordres soufis comme les Bektachis devinrent des rivaux des ottomans, eux-mêmes sunnites orthodoxes, pour le contrôle de l'Anatolie orientale. L'ordre bektachi fut finalement reconnu par les musulmans sunnites. Il n'abandonna pas de sa doctrine jugée hétérodoxes par le sunnisme. Quant aux safavides, ils finirent par conquérir l'Iran. Ils renoncèrent à leur hétérodoxie pour adopter le chiisme duodécimain. En 1453, les Turcs s'emparèrent de Constantinople, et la baptisèrent Istanbul. Cette conquête leur permit de consolider leur empire en Anatolie et en Thrace.
C'est sous le règne de Selim Ier, à partir de 1512, que le titre de calife revint à l'empire ottoman. Malgré l'absence de structure formelle, le clergé sunnite joua un rôle politique important. La justice était exercée dans des tribunaux religieux. Le système du “sériat” codifiait toute la vie publique, pour les sujets musulmans. Dès le début de l'empire ottoman, la charge de grand mufti d'Istanbul est devenue une charge de cheikh, qui s'étendit peu à peu en un pouvoir juridictionnel sur tous les tribunaux de l'empire. Par le seriat, tous les aspects de la vie politique, sociale et familiale étaient soumis à la loi religieuse, selon un modèle césaropapiste. Le clergé sunnite était intégré à la structure de l'État. En retour, celui-ci avait un droit discrétionnaire sur le clergé. Un enjeu du pouvoir était de parvenir à faire cohabiter de nombreuses religions et ethnies différentes.

### La République turque et la sécularisation
Le nouveau régime nationaliste abolit le sultanat ottoman en 1922, puis le califat en 1924. Il en résulte que l'islam ne possède plus d'autorité spirituelle suprême. Néanmoins, la religion de l'État turc reste l'islam dans la constitution de 1924. C'est en 1928 que les références à l'islam disparaissent de la Constitution. L'abandon de suzeraineté de la Turquie sur le monde islamique dans les années 1920 s'éclaire par la prise en compte de la réalité occidentale. Atatürk adopte la valeur de laïcité des vainqueurs occidentaux pour ne pas subir la colonisation que vivent les autres pays musulmans. La Turquie va s'imposer alors comme un interlocuteur incontournable de l'Occident.
Le sécularisme, ou laïcité, est l'un des piliers de l'idéologie kémaliste lorsqu'il refonde la Turquie. Alors que l'identité islamique avait façonné les musulmans de l'empire ottoman, c'est la laïcité qui sert de ciment aux citoyens turcs. En fait, cette sécularisation imposée par le haut est une « laïcité de combat ». Le pouvoir séculier des autorités et des fonctionnaires religieux est réduit puis supprimé. Les fondations religieuses sont nationalisées, et l'éducation confessionnelle interdite. Les fraternités soufies populaires, comme les derviches, qui représentent un islam plus mystique, sont aussi supprimées, leurs biens sont confisqués et leurs écoles fermées. La polygamie est interdite. Le port des habits à caractère religieux (hijab, garb...) est restreint. Le jour férié hebdomadaire devient le dimanche et le calendrier islamique est remplacé par le calendrier grégorien. La construction de mosquées est limitée et certaines mosquées sont affectées à des fins civiles. Enfin, le droit fondé sur la charia est remplacé par un droit de type européen, inspiré par le droit français. Il a résulté de toutes ces lois que l'islam est passé sous un fort contrôle de l’État : les muftis et les imams étaient rémunérés par le gouvernement, et l'instruction religieuse étaient assurée par l'école publique. Cela a conduit une partie du monde musulman à s'éloigner de la Turquie.
Atatürk a affaibli les institutions et les pratiques religieuses et a cherché un mode de gouvernement fondé sur les sciences sociales. Pour lui et ses partisans, la religion organisée était un anachronisme qui ne peut que nuire à la civilisation, nécessairement rationaliste et sécularisée. Contrairement à son avènement en Occident, le processus de sécularisation n'a pas été progressif, mais très brutal. La sécularisation rapide de la Turquie a relégué à la stricte sphère privée la morale, le comportement et la foi individuels. La religion a disparu de la vie publique ; seuls les rites privés persistaient.
Atatürk et ses collaborateurs ont cherché également à « turquifier » l'islam : le turc été encouragé à la place de l'arabe pour les rites. Par exemple, le mot turc 'Tanri' a remplacé le mot 'Allah'. De même, les appels quotidiens à la prière étaient en turc. Ces changements dans la pratique religieuse ont perturbé beaucoup de musulmans. En 1935, très symboliquement, la basilique Sainte-Sophie, reconvertie en mosquée par Mehmet II, fut transformée en musée.
Finalement, la politique de réduction de l'islam à la sphère privée conduite dans les années 1920 et 1930 a produit une grande frustration. Elle fut la cause en 1925 de la rébellion de cheikh Saïd, dans le Sud-Est de la Turquie, qui a fait 30 000 morts. Le ressentiment causé par cette politique religieuse radicale a conduit à ce que le Parti Démocrate gagne les élections en 1950. Il restaure alors l'arabe comme langue officielle de l'appel à la prière.

### La période multi-partite contemporaine
À la fin de la politique autoritaire à l'encontre de l'islam en 1946, beaucoup de Turcs ont repris leurs pratique religieuse islamique. En 1950, quatre ans après l'apparition d'une démocratie réellement pluraliste, le Parti Démocrate prend le pouvoir, et atténue la sécularisation pour qu'elle soit plus en phase avec la société.
Le recul du sécularisme a eu pour conséquence immédiate le renouveau des fraternités soufies. La qadiriyya, les Mevlevis et les Nakşibendi sont réapparus, et de nouveaux mouvements ont vu le jour, comme le Nurcus, le  Süleymançi, et le Ticani. Ce dernier s'est opposé frontalement à la laïcité agressive de l'État. Des activistes de cette confrérie ont vandalisé des monuments à Atatürk. Cependant, cet incident isolé n'a concerné pas concerné la confrérie entière, mais un seul cheikh. Dans les années 1950, de nombreux procès eurent lieu contre des ordres soufis pour rébellion à l'État. Dans le même temps, d'autres confréries soufies, comme la Süleymançi et le Nurcus, coopéraient avec l'État qui revenait à une politique plus favorable à l'islam.
Bien que les confréries soufies aient joué un rôle majeur dans le renouveau religieux chez les musulmans turcs au milieu et qu'elles aient continué à publier des années 1990 plusieurs quotidiens nationaux, le phénomène nouveau des intellectuels islamistes apparut dans les années 1980. Des écrivains prolifiques comme Ali Bulaç, Rasim Özdenören ou Ismet Özel ont puisé dans la philosophie occidentale et la sociologie marxiste des outils qu'ils ont associés à l'islam radical pour fonder une vision moderne de l'islam. Ces intellectuels islamistes sont particulièrement sévères envers les intellectuels laïcs, qu'ils accusent de mener la Turquie vers le matérialisme occidental, qu'il soit capitaliste ou socialiste.
En ce qui concerne l'éducation, la demande de restauration de l'éducation religieuse dans l'école publique remontait à la fin des années 1940. Au début, le gouvernement a établi un régime de cours facultatifs. Lorsque le Parti Démocrate fut au pouvoir dans les années 1950, la loi changea : seuls les parents demandant une dérogation n'avaient pas de cours d'instruction religieuse pour leur enfant. Depuis 1982, l'instruction religieuse est obligatoire pour tous les élèves au primaires et au secondaire. La réintroduction des cours de religion posa la question de la formation religieuse universitaire. Par défiance envers les religieux, les politiques préféraient que les études universitaires soient contrôlées par l'État pour que l'islam se réforme dans le sens attendu. C'est l'objet de la création de la Faculté de la divinité de l'Université d'Ankara, pour former les imams et les savants de l'islam. En 1951, le Parti Démocrate institua des écoles secondaires spéciales, les lycées İmam hatip, pour les futurs imams, l'équivalent de petits séminaires. Ces écoles imam hatip ont d'abord augmenté lentement leurs effectifs, avant de connaître une forte progression dans les années 1970, lorsque le parti islamique du Salut National participa au gouvernement. Après le coup d'État militaire de 1980, le gouvernement militaire préféra s'appuyer sur l'islam pour contrer les idées socialistes, et autorisa la construction de nouvelles écoles hatip imams. Les militaires se considérant comme les gardiens de la laïcité, ils ont réalisé des coups d'État lorsqu'ils ont senti que celle-ci était menacée.
Dans les années 1970 et 1980, l'islam a malgré tout vécu une sorte de réhabilitation politique, liée aussi aux pressions internationales pour la reconnaissance du génocide arménien. Les partis conservateurs de droite et de centre droit ont récupéré une partie de l'électorat religieux, mais ont continué tout de même à se référer aux grands principes kémalistes. Un groupe de réflexion appelé le Foyer cherchait à faire la synthèse entre la culture turque pré-islamique et l'islam. D'après lui, l'islam ne constituait pas seulement un aspect essentiel de l'identité turque, mais pouvait aussi être une force régulatrice pour que les citoyens soient obéissants à l'ordre étatique séculier. Après le coup d'État militaire de 1980, beaucoup de propositions du Foyer furent mises en œuvre pour adapter les écoles, et une radio d'État fut créée. En conséquence, plus de 2000 intellectuels socialistes furent écartés de l'État. À cette époque aussi, le parti Refah pose la laïcité en adversaire de la religion. En effet, d’une part, la Turquie ressent l’influence de la révolution islamique iranienne de 1979. D’autre part, la Turquie jouit d’une grande proximité avec l’Arabie saoudite wahhabite.
Les années 1980 ont aussi été marquées par un changement de modèle familial. Avec le développement de l'entrepreneuriat dans les campagnes, ces populations pauvres et plus croyantes ont vu leurs revenus augmenter. Dès lors, elles ont formé des familles moins nombreuses, dont les enfants ont été à l'université. C'est ainsi que les classes supérieures se sont réislamisées.
Par ailleurs, l'attitude plus tolérante de l'État envers l'islam amena à la multiplication des activités religieuses, comme la construction de mosquées, d'écoles coraniques, de centres de recherche islamiques, l'édition de journaux et de livres, la création de centre de santé, de maternités et d'auberges de jeunesse. Quand le gouvernement légalisa la radio privée après 1990, plusieurs radios islamiques furent créées. La première télévision islamique, Kanal7, vit le jour l'été 1994. C'est aussi en 1994 que les deux plus grandes villes du pays, Istanbul et Ankara, ont vu la victoire d'un nouveau maire sur un programme définissant l'islam comme une solution aux problèmes économiques du pays.

## L'islam actuel

### Les courants

#### Le sunnisme
La majorité des citoyens turcs sont des musulmans sunnites.

##### Le phénomène Yaşar Nuri Öztürk
Yasar Nuri Ozturk est un théologien sunnite, juriste, chroniqueur et parlementaire turc. Il est connu pour son interprétation de l'islam qui est compatible avec la laïcité et la démocratie. Sa traduction turque du Coran est le livre le plus imprimé dans l'histoire de la République turque. Ses idées et sa théorie selon laquelle la laïcité est un commandement du Coran ont eu un impact profond en Occident et dans le monde musulman. Son magnum opus, « L'islam du Coran » ("The Islam of the Qur’an") est considéré comme l'un des travaux pionniers prônant un «retour à l'essence du Coran».

#### L'alevisme et le bektachisme

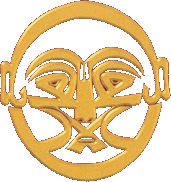
Calligraphie alevie bektachi : Allah est en tout dans l'Univers, y compris en l'homme. L'amour du genre Humain est l'essence de l'alévisme bektachisme qui croit en la manifestation du Créateur en l'Homme et donc en l'immortalité de l'Humanité. « Vech-i Âdemde tecelli eyleyen Allah'tır ».

L'alévisme se classe dans la tradition soufie et sa croyance se distingue par son non-dogmatisme des dogmes religieux dits « orthodoxes » tels le sunnisme et le chiisme dit jafarisme.
Haci Bektas Veli, mystique philosophe de l'alévisme, est le fondateur éponyme de la confrérie des Bektachis qui joua un rôle primordial dans l'islamisation de l’Anatolie et des Balkans. Selon l'UNESCO, l'islam alévi bektachi, avec les apports de Haci Bektas Veli, fait preuve d'une modernité précoce: avec les mots du XIIIe siècle, Haci Bektas Veli véhicule des idées qui huit siècles plus tard coïncident avec la Déclaration universelle des droits de l'homme (1948). Le semah, cérémonie religieuse des alévis bektachi, est classé au patrimoine culturel immatériel de l'humanité par l'UNESCO.
L'alévisme constitue la seconde religion en Turquie après le sunnisme. Les avis divergent sur leur nombre : officiellement ils sont entre 10 et 15 % mais d’après les sources alévies ils représenteraient entre 20 et 25 % de la population nationale. La répression exercée sur la communauté sous l'Empire ottoman et la République a provoqué chez les alévis un sentiment de peur qui les a contraint à pratiquer leur culte en secret ou "Takiye". Aussi, tant que la liberté de conscience religieuse et politique ne sera pas totale en Turquie, aucune estimation ne pourra être totalement fiable. Les démographes et les universitaires avancent le chiffre de 15 à 20 millions.
Leur mode de vie est réputé libéral et tolérant. La mixité homme-femme y est notamment mieux admise. Ils sont généralement républicains et laïcs, et ont été nombreux à soutenir les mouvements de gauche radicale dans les années 1960 ou à sympathiser avec la cause kurde. Ils ont été violemment ciblés par l’extrême droite dans les années 1970, et ont aussi massivement soutenu le mouvement protestataire de Gezi en 2013.
À ce jour, l'islam alevi bektachi est officiellement ignoré par les autorités turques et les lieux de culte alevi bektachi (cemevi) n'ont aucune reconnaissance juridique. Pour comparaison, en 2010, l'État autrichien a officiellement reconnu l'alévisme comme un culte. Les cemevi ont un statut légal, les chefs religieux sont reconnus par l'État, les jours sacrés (Kurban, Ashura, Hizir et Newroz) des alévis sont devenus des jours fériés, et des master sur l'alévisme sont mis en place.
En 2017 le gouvernement turc refuse toujours d’accorder un service public aux Alévis et a été condamné plusieurs fois par la Cour européenne des Droits de l'Homme pour discrimination religieuse.

#### Le soufisme
L'islam populaire de Turquie puise ses sources dans les pratiques populaires soufies de Turquie et d'Égypte. La vénération des saints et les pèlerinages sur leur tombe constitue un aspect important de la piété populaire turque. Ces pratiques ont persisté malgré les lois d'interdiction des années 1930. Aujourd'hui, parmi les cheikhs reconnus, on peut citer Mahmet Effendi à Istanbul, ou Mawlana cheikh Nazim al-Haqqani.

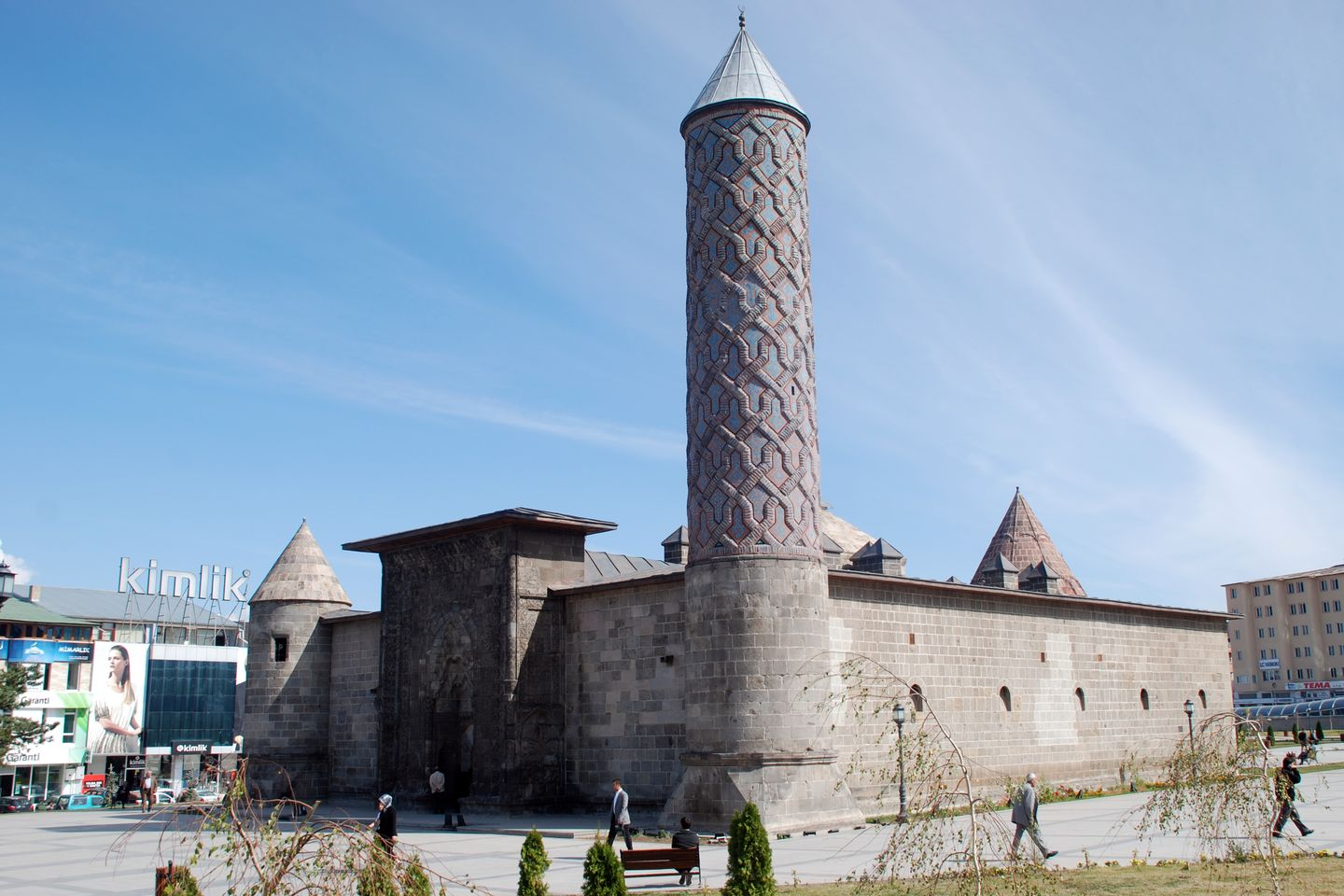
La madrasa de Yakutiyé, dans la ville d'Erzurum.

### L'éducation
La plupart des pays laïcs occidentaux ont des écoles religieuses, mais en Turquie une instruction religieuse n'est possible qu'après un certain âge décidé par l'État. La Turquie organise la laïcité d'une manière différente des pays de culture chrétienne. Il est interdit d'ouvrir des écoles privées religieuses, quelle que soit la religion. L'islam est enseigné dans des facultés d'État exclusivement. Les diplômés deviennent ensuite clercs, docteurs ou juristes de islam.

### La laïcité et le Diyanet
En droit, la constitution garantit la liberté de religion, de culte, et la promotion des opinions religieuses. Ces droits constitutionnels sont contrebalancés par d'autres droits pour garantir un la neutralité de l'État. Certaines restrictions sont imposées dans les universités ou d'autres institutions du pays, afin de conserver un équilibre à la laïcité turque et de ne pas subir trop d'influence de l'islam.
Le gouvernement supervise les affaires religieuses et l'éducation par le ministère des Affaires religieuses (Diyanet), établi en 1924 en remplacement du califat, et qui dépend directement du Premier ministre. Le Diyanet a la responsabilité du fonctionnement des 75 000 mosquées enregistrées et du clergé afférent, qu'il rémunère. Il n'y a pas à proprement parler de séparation des Églises et de l'État, bien que le modèle laïc ait été importé de France. Il s'agit plutôt d'un césaropapisme, où l'islam est sous la tutelle de l'État. Le diyanet ne finance que le culte musulman sunnite; les autres religions doivent assurer elles-mêmes leur financement, et peuvent faire face à des obstacles administratifs[réf. nécessaire]. Ainsi, certains groupes religieux musulmans, comme les alevis bektachis, s'opposent à la doctrine islamique sunnite défendue par le Diyanet. C'est pourquoi ils ne pratiquent pas leur culte dans les mosquées officielles. La prière alevie a lieu dans des 'cemevi', et est conduite par un dede, non rémunéré par le Diyanet contrairement aux imams sunnites.
Un problème de justice se pose puisque l'argent que le Diyanet affecte aux mosquées des musulmans sunnites hanafites et chaféites (2,5 milliards de dollars en 2012) provient d'une taxe sur les récoltes, qui s'applique à tous les citoyens turcs, y compris les non musulmans et les musulmans d'autres courants de pensée.
Le président conservateur Recep Tayyip Erdoğan, décrié pour son autoritarisme, mène une politique d'islamisation, qui suscite les critiques des milieux laïcs. Fin 2017, Le Figaro Magazine note : « Erdogan donne des gages au Qatar et à l'Arabie saoudite, ses nouveaux amis. Istanbul, belle, festive et cosmopolite, perd petit à petit son âme, au profit d'un islamiquement correct, moyen-oriental et petit-bourgeois. Les jeunes femmes sont de plus en plus voilées, y compris à l'université, les nouveaux programmes scolaires suppriment des chapitres portant sur la théorie de l'évolution et les réalisations d'Atatürk, et la vente d'alcool est strictement réglementée ». Selon la journaliste Mine G. Kırıkkanat, le pays compte à cette date un million d’imams, l'AKP ayant par ailleurs porté le nombre d'élèves des lycées religieux (qui donnent accès aux écoles militaires, de police et à l'enseignement supérieur) de 60 000 à 1,5 million. En 15 ans, le budget du Diyanet İşleri Başkanlığı, la direction des Affaires religieuses, chargée de financer la construction de mosquées et de payer les imams, a été multiplié par dix, atteignant 1,75 milliard d'euros en 2016, soit le double de celui du ministère de la Santé et le triple de celui du ministère des Affaires étrangères.

### La liberté religieuse
En théorie, en tant que signataire du traité de Lausanne, la Turquie reconnaît les minorités civiles, politiques et culturelles non musulmanes. En pratique, trois minorités sont reconnues : les grecs orthodoxes, les chrétiens arméniens et les juifs, appelés aussi "musevi"[réf. nécessaire].
Depuis la résolution adoptée à Venise en mars 2010, la Turquie agit pour restituer les biens de ces minorités reconnues. On estime à une centaine les biens confisqués à l'Église grecque orthodoxe à l'avènement de la République[réf. nécessaire]. La démarche est la même en faveur des musevi et des chrétiens arméniens. Mais les restitutions ne tiennent pas compte des spoliations liées au génocide arménien.
De nombreuses minorités ne sont pas reconnues par le traité de Lausanne : les chiites jafarites et alaouites, les catholiques latins, les catholiques syriaques, les protestants, et les yazidis[réf. nécessaire]. Pour elles, le gouvernement s'est engagé à restaurer certains lieux de cultes. Des séminaires ont été fermés lors du passage au monopole d'État pour l'enseignement supérieur, en 1970. L'Église catholique latine, par exemple, est soumise à l'arbitraire des spoliations, qui touchent des orphelinats ou des paroisses[réf. nécessaire]. Il est notable qu'un chrétien évangélique a été élu à l'Assemblée nationale en 2011, dans la circonscription de Mardin.